# Державний реєстр
Державний реєстр, Єдиний державний реєстр — автоматизована система обліку інформації про осіб, майно, документи, яка створюється та ведеться державою з метою реалізації своїх функцій.

## Загальна характеристика державного реєстру
Державний реєстр ведеться уповноваженим органом держави з метою накопичення, обробки інформації та надання певним відомостям офіційного визнання.
Вважається, що якщо не доведено інше, інформація, наведена в державному реєстрі є правильною та правдивою і не підлягає доказуванню.
Конкретне наповнення та значення інформації, що наведена у відповідному реєстрі, визначається відповідним положенням про такий реєстр.

## Державні реєстри вУкраїні
Про повний перелік державних реєстрів та баз даних, які ведуться органами державної влади, див. Перелік електронних інформаційних баз даних державних установ України.
В Україні відбувається активне формування державних реєстрів у різних галузях життя держави. Найпоширенішою практикою є створення Єдиних державних реєстрів.
Перелік найпопулярніших[джерело?] державних реєстрів України:
- Перелік електронних інформаційних баз даних державних установ України — Перелік електронних інформаційних баз даних державних установ України.[прояснити: ком.]
- Єдиний державний реєстр юридичних осіб та фізичних осіб-підприємців — система розкриття інформації про юридичних осіб та підприємців.
- Єдиний державний реєстр судових рішень — база даних судових рішень України.
- Єдиний державний реєстр нормативних актів — база даних для об'єднання нормативних актів що знаходяться в державному обліку.
- Державний реєстр фізичних осіб — автоматизований банк даних, створений для забезпечення єдиного державного обліку фізичних осіб.
- Єдиний державний реєстр виборців і Єдина електронна інформаційна система «Вибори» — Державний реєстр виборців України.

У 2019 році парламент розглянув проєкт закону про публічні електронні сервіси, який передбачав створення реєстру публічних електронних сервісів, який би містив перелік державних реєстрів.